# 格莱 (杜省)
格莱（法語：Glay，法語發音：[ɡlɛ]）是法国杜省的一个市镇，属于蒙贝利亚尔区。

## 地理
格莱（47°24'20"N, 6°53'25"E）面积6.49 平方千米，位于法国勃艮第-弗朗什-孔泰大區杜省，该省份为法国东部内陆省份，北起上索恩省，西接汝拉省，东部及东南部与瑞士接壤，东北部与贝尔福地区省接壤。
与格莱接壤的市镇（或旧市镇、城区）包括：梅利耶尔、达讷马里、布拉蒙、罗什莱布拉蒙、阿贝维莱尔、格朗方丹。

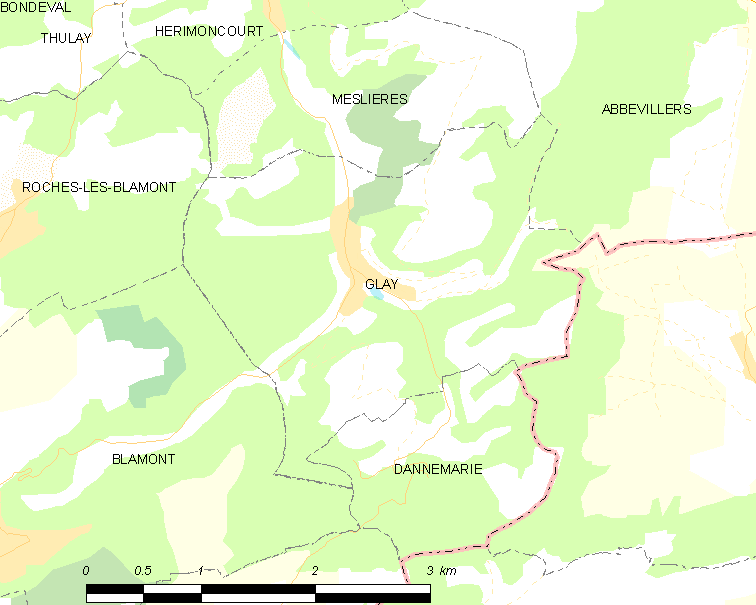
的OSM定位图

格莱的时区为UTC+01:00、UTC+02:00（夏令时）。

## 行政
格莱的邮政编码为25310，INSEE市镇编码为25274。

## 政治
格莱所属的省级选区为迈什县。

## 人口

1962-2008年间人口变化图示

格莱于2022年1月1日时的人口数量为340人。